# Gonomyia (Leiponeura) sana
Gonomyia (Leiponeura) sana is een tweevleugelige uit de familie steltmuggen (Limoniidae). De soort komt voor in het Neotropisch gebied.